# Elecciones parlamentarias de Chile de 1989
Las elecciones parlamentarias de Chile de 1989, realizadas en paralelo con la elección presidencial, fueron la primera elección legislativa de regreso a la democracia. Se eligieron los 120 diputados y 38 senadores, a los que se agregaban 9 senadores designados.
El período legislativo de los senadores es de 8 años; esta vez los senadores de las regiones impares fueron elegidos para medio período (1990-1994), de modo que desde la elección de 1993 se renovaría en cada elección parlamentaria la mitad del Senado, de acuerdo a la Constitución Política de 1980.

## Pactos electorales y partidos políticos
| Lista A:                                   |                                        |                                                                                  |
| Concertación de Partidos por la Democracia |                                        |                                                                                  |
|                                            | Partido Demócrata Cristiano            | Para Unir a la Gente                                                             |
|                                            | Partido Humanista                      | sin eslogan                                                                      |
|                                            | Partido por la Democracia              | La Fuerza del Cambio                                                             |
|                                            | Partido Radical                        | Mano a mano contigo                                                              |
|                                            | Partido Socialdemocracia Chilena       | sin eslogan                                                                      |
|                                            | Partido Los Verdes                     | La respuesta de la vida amenazada                                                |
| Lista B:                                   |                                        |                                                                                  |
| Democracia y Progreso                      |                                        |                                                                                  |
|                                            | Renovación Nacional                    | Renovación Nacional, porque estamos renovando la democracia y el progreso social |
|                                            | Unión Demócrata Independiente          | Una nueva generación para Chile                                                  |
| Lista C:                                   |                                        |                                                                                  |
| Partido del Sur                            | Partido del Sur                        | El sur también existe                                                            |
| Lista D:                                   |                                        |                                                                                  |
| Alianza de Centro                          |                                        |                                                                                  |
|                                            | Avanzada Nacional                      | ¡Por Chile, siempre!                                                             |
|                                            | Democracia Radical                     | Un partido de centro con raíces en la historia, al servicio del futuro de Chile  |
| Lista E:                                   |                                        |                                                                                  |
| Liberal-Socialista Chileno                 | Liberal-Socialista Chileno             | Un parlamento para la nueva democracia                                           |
|                                            | Partido Liberal                        | sin eslogan                                                                      |
|                                            | Partido Socialista Chileno             | Socialismo tarea de todos                                                        |
| Lista F:                                   |                                        |                                                                                  |
| Partido Nacional                           | Partido Nacional                       | Con la fuerza de la historia, conquistaremos el futuro                           |
| Lista G:                                   |                                        |                                                                                  |
| Unidad para la Democracia                  | Unidad para la Democracia              | Gana el país                                                                     |
|                                            | Partido Amplio de Izquierda Socialista | Un PAÍS por la democracia y el socialismo                                        |
|                                            | Partido Radical Socialista Democrático | Por el socialismo y la democracia                                                |
| Independientes:                            |                                        |                                                                                  |
| Independientes fuera de pacto              |                                        |                                                                                  |

## Campaña
En esta elección debutó la franja electoral parlamentaria emitida por los canales de televisión desde el 14 de noviembre hasta el 11 de diciembre. Los pactos Concertación de Partidos por la Democracia, Democracia y Progreso, Alianza de Centro y Unidad para la Democracia tuvieron 213,69 segundos diarios en tandas emitidas a las 14:00, 17:00, 19:00 y 23:00. El pacto Liberal-Socialista Chileno obtuvo 147,94 segundos, el Partido del Sur 49,31 segundos y el Partido Nacional contó con 98,62 segundos. Las candidaturas independientes tuvieron 49,31 segundos en su conjunto, los que fueron repartidos de manera proporcional entre todos los postulantes fuera de pacto.

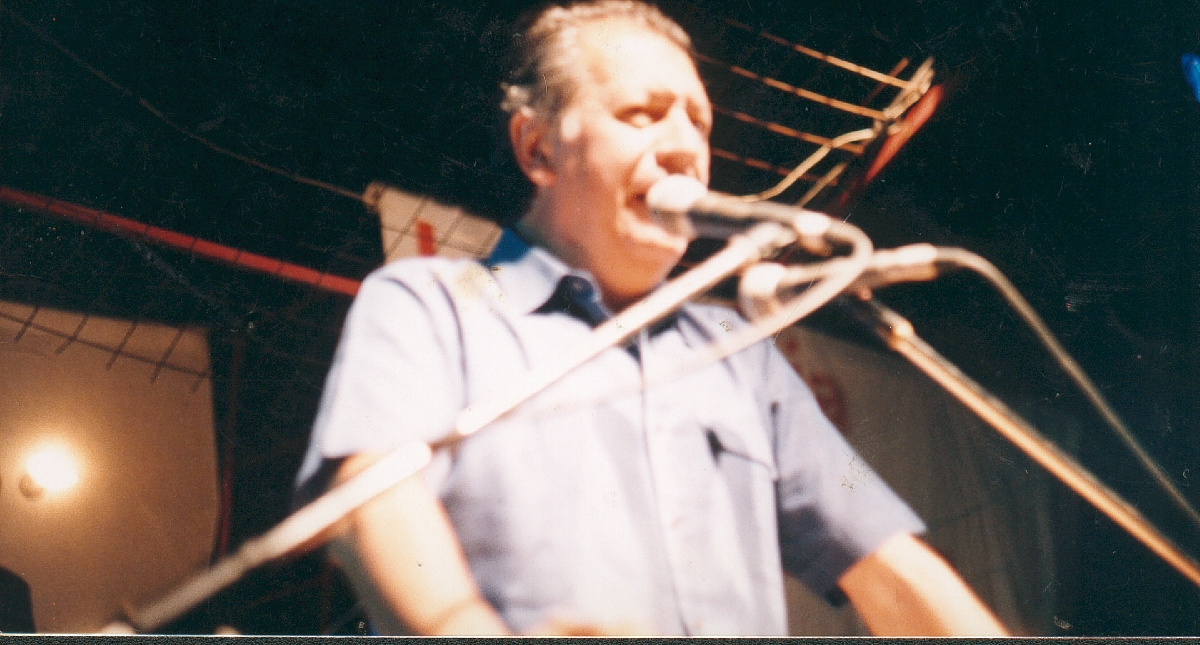
Ricardo Lagos en su campaña senatorial por Santiago Poniente.
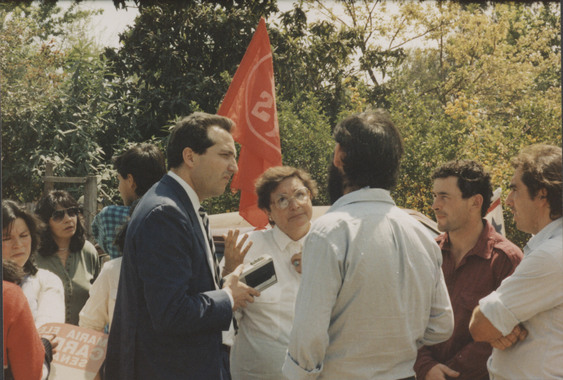
María Elena Carrera en su campaña senatorial por Santiago Oriente.
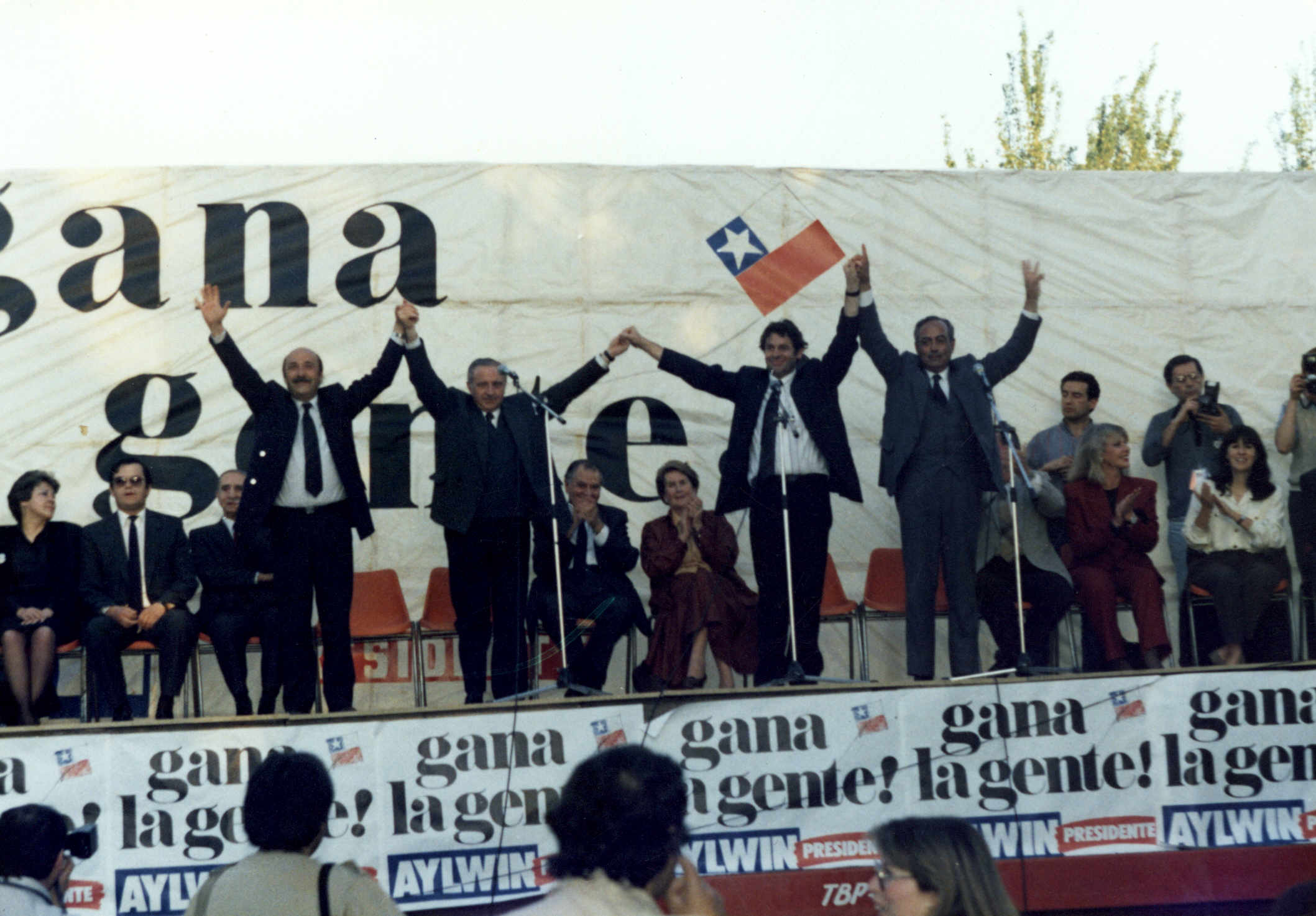
Patricio Aylwin y candidatos a parlamentarios en una concentración
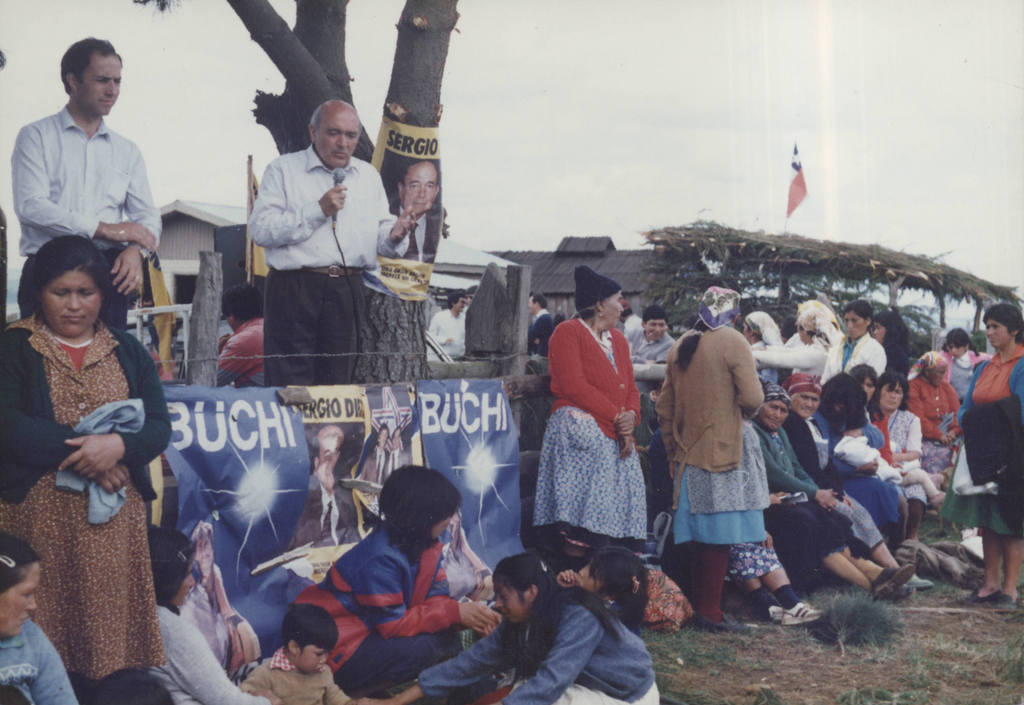
Sergio Diez en su campaña senatorial por La Araucanía Sur.

## Elección de laCámara de Diputados

### Resultados
Según el orden en la papeleta electoral:
| Pacto o partido                        | Pacto o partido                            | Sigla                       | Cand.?                      | Votos     | %?      | Dip.?   | %?      |
| -------------------------------------- | ------------------------------------------ | --------------------------- | --------------------------- | --------- | ------- | ------- | ------- |
| A                                      | Concertación de Partidos por la Democracia |                             | 116                         | 3 499 713 | 51,49 % | 69      | 57,50 % |
|                                        | Partido Demócrata Cristiano                | PDC                         | 45                          | 1 766 347 | 25,99 % | 38      | 31,67 % |
| Partido por la Democracia              | PPD                                        | 25                          | 778 501                     | 11,45 %   | 16      | 13,33 % |         |
| Partido Radical                        | PR                                         | 16                          | 268 103                     | 3,84 %    | 5       | 4,17 %  |         |
| Partido Humanista                      | PH                                         | 3                           | 52 225                      | 0,77 %    | 1       | 0,83 %  |         |
| Los Verdes                             | LV                                         | 2                           | 14 942                      | 0,22 %    | 0       | 0,00 %  |         |
| Independientes Lista A                 | ILA                                        | 25                          | 619 595                     | 9,12 %    | 9       | 7,50 %  |         |
| B                                      | Democracia y Progreso                      |                             | 119                         | 2 323 581 | 34,18 % | 48      | 40,00 % |
|                                        | Renovación Nacional                        | RN                          | 66                          | 1 242 432 | 18,28 % | 29      | 24,17 % |
| Unión Demócrata Independiente          | UDI                                        | 30                          | 667 369                     | 9,82 %    | 11      | 9,17 %  |         |
| Independientes Lista B                 | ILB                                        | 23                          | 413 780                     | 6,09 %    | 8       | 6,67 %  |         |
| C                                      | Partido del Sur                            | SUR                         | 16                          | 47 387    | 0,70 %  | 0       | 0,00 %  |
| D                                      | Alianza de Centro                          |                             | 62                          | 177 942   | 2,62 %  | 0       | 0,00 %  |
|                                        | Avanzada Nacional                          | AN                          | 26                          | 57 574    | 0,85 %  | 0       | 0,00 %  |
| Democracia Radical                     | DR                                         | 10                          | 28 575                      | 0,42 %    | 0       | 0,00 %  |         |
| Independientes Lista D                 | ILD                                        | 26                          | 91 793                      | 1,35 %    | 0       | 0,00 %  |         |
| E                                      | Liberal-Socialista Chileno                 |                             | 38                          | 206 138   | 3,03 %  | 0       | 0,00 %  |
|                                        | Partido Liberal                            | PL                          | 13                          | 47 237    | 0,69 %  | 0       | 0,00 %  |
| Partido Socialista Chileno             | PSCH                                       | 1                           | 10 398                      | 0,15 %    | 0       | 0,00 %  |         |
| Independientes Lista E                 | ILE                                        | 24                          | 148 503                     | 2,18 %    | 0       | 0,00 %  |         |
| F                                      | Partido Nacional                           | PN                          | 18                          | 53 819    | 0,79 %  | 0       | 0,00 %  |
| G                                      | Unidad para la Democracia                  |                             | 31                          | 360 601   | 5,31 %  | 2       | 1,67 %  |
|                                        | Partido Amplio de Izquierda Socialista     | PAIS                        | 22                          | 297 897   | 4,38 %  | 2       | 1,67 %  |
| Partido Radical Socialista Democrático | PRSD                                       | 2                           | 1330                        | 0,02 %    | 0       | 0,00 %  |         |
| Independientes Lista G                 | ILG                                        | 7                           | 61 374                      | 0,90 %    | 0       | 0,00 %  |         |
|                                        | Independientes fuera de pacto              | Ind                         | 19                          | 127 941   | 1,88 %  | 1 (*)   | 0,83 %  |
| Total de votos válidos                 | Total de votos válidos                     | Total de votos válidos      | Total de votos válidos      | 6 797 122 | 94,95 % |         |         |
| Votos nulos                            | Votos nulos                                | Votos nulos                 | Votos nulos                 | 191 330   | 2,67 %  |         |         |
| Votos en blanco                        | Votos en blanco                            | Votos en blanco             | Votos en blanco             | 170 194   | 2,38 %  |         |         |
| Total de sufragios emitidos            | Total de sufragios emitidos                | Total de sufragios emitidos | Total de sufragios emitidos | 7 158 646 | 100 %   |         |         |

### Listado de diputados 1990-1994
El distrito que presente un color único (de acuerdo a cada coalición) representa el resultado de doblaje distrital por el sistema binominal donde una de las listas obtiene el doble o más votación que la lista que la sigue:
     Doblaje de la Concertación.
| Dist. | Diputado                         | Partido          | Votos  | %       |
| ----- | -------------------------------- | ---------------- | ------ | ------- |
| 1[d]  | Luis Leblanc Valenzuela          | DC               | 21 314 | 25,08 % |
| 1[d]  | Carlos Valcarce Medina           | RN               | 21 497 | 25,30 % |
| 2[d]  | Vladislav Kuzmicic Calderón      | PPD              | 30 007 | 39,16 % |
| 2[d]  | Ramón Pérez Opazo                | Ind-RN           | 22 782 | 29,73 % |
| 3[d]  | Nicanor de la Cruz               | Ind-PPD          | 24 803 | 29,16 % |
| 3[d]  | Carlos Cantero Ojeda             | RN               | 13 901 | 16,34 % |
| 4[d]  | Felipe Valenzuela Herrera        | PPD              | 40 124 | 33,54 % |
| 4[d]  | Rubén Gajardo Chacón             | DC               | 35 630 | 29,78 % |
| 5[d]  | Sergio Pizarro Mackay            | DC               | 20 313 | 30,84 % |
| 5[d]  | Carlos Vilches Guzmán            | RN               | 11 271 | 17,11 % |
| 6[d]  | Armando Arancibia Calderón       | PPD              | 13 143 | 30,64 % |
| 6[d]  | Baldo Prokurica Prokurica        | RN               | 11 644 | 27,15 % |
| 7[d]  | Eugenio Munizaga Rodríguez       | RN               | 25 376 | 31,05 % |
| 7[d]  | Joaquín Palma Irarrázaval        | DC               | 21 256 | 26,01 % |
| 8[d]  | Jorge Pizarro Soto               | DC               | 35 068 | 37,10 % |
| 8[d]  | Jorge Morales Adriasola          | RN               | 16 817 | 17,79 % |
| 9[d]  | Víctor Manuel Rebolledo          | PPD              | 22 057 | 34,74 % |
| 9[d]  | Julio Rojos Astorga              | DC               | 19 753 | 31,11 % |
| 10[d] | Eduardo Cerda García             | DC               | 41 004 | 31,76 % |
| 10[d] | Federico Ringeling Hunger        | RN               | 31 379 | 24,31 % |
| 11[d] | Sergio Jara Catalán              | DC               | 26 934 | 26,88 % |
| 11[d] | Claudio Rodríguez Cataldo        | RN               | 20 832 | 20,79 % |
| 12[d] | Jorge Molina Valdivieso          | PPD              | 42 590 | 37,79 % |
| 12[d] | Arturo Longton Guerrero          | RN               | 23 005 | 20,41 % |
| 13[d] | Aldo Cornejo González            | DC               | 55 642 | 34,45 % |
| 13[d] | Francisco Bartolucci Johnston    | UDI              | 28 593 | 17,70 % |
| 14[d] | Gustavo Cardemil Alfaro          | DC               | 47 252 | 28,61 % |
| 14[d] | Raúl Urrutia                     | RN               | 30 005 | 18,17 % |
| 15[d] | Sergio Velasco de La Cerda       | DC               | 25 429 | 37,38 % |
| 15[d] | Akin Soto Morales                | PPD              | 16 252 | 23,89 % |
| 16[d] | Adriana Muñoz D'Albora           | PPD              | 35 448 | 30,42 % |
| 16[d] | Patricio Melero Abaroa           | UDI              | 23 269 | 19,97 % |
| 17[d] | Ramón Elizalde Hevia             | DC               | 61 640 | 33,07 % |
| 17[d] | María Maluenda Campos            | PPD              | 54 939 | 29,47 % |
| 18[d] | Hernán Bosselin Correa           | DC               | 76 105 | 37,04 % |
| 18[d] | Andrés Sotomayor Mardones        | RN               | 28 114 | 13,68 % |
| 19[d] | Mario Hamuy Berr                 | DC               | 41 876 | 30,02 % |
| 19[d] | Cristián Leay Morán              | UDI              | 34 137 | 24,47 % |
| 20[d] | Carlos Dupré Silva               | DC               | 79 757 | 36,55 % |
| 20[d] | Ángel Fantuzzi Hernández         | RN               | 65 802 | 30,15 % |
| 21[d] | Alberto Espina Otero             | RN               | 83 922 | 40,45 % |
| 21[d] | Gutenberg Martínez Ocamina       | DC               | 72 853 | 35,11 % |
| 22[d] | Carlos Bombal Otaegui            | Ind-UDI          | 58 502 | 38,46 % |
| 22[d] | Jorge Schaulsohn Brodsky         | PPD              | 42 022 | 27,63 % |
| 23[d] | Evelyn Matthei Fornet            | RN               | 79 595 | 42,32 % |
| 23[d] | Eliana Caraball Martínez         | DC               | 49 961 | 26,56 % |
| 24[d] | María Angélica Cristi Marfil     | Ind-RN           | 47 633 | 34,43 % |
| 24[d] | Laura Rodríguez Riccomini        | PH               | 40 526 | 29,29 % |
| 25[d] | Andrés Palma Irarrázaval         | DC               | 83 715 | 42,78 % |
| 25[d] | Jaime Orpis Bouchón              | UDI              | 42 733 | 21,83 % |
| 26[d] | Carlos Montes Cisternas          | PPD              | 51 504 | 35,79 % |
| 26[d] | Gustavo Alessandri Balmaceda     | Ind-RN           | 30 484 | 21,18 % |
| 27[d] | Hernán Rojo Avendaño             | DC               | 69 757 | 35,27 % |
| 27[d] | Camilo Escalona Medina           | Ind-PS (Almeyda) | 50 949 | 25,76 % |
| 28[d] | Rodolfo Seguel Molina            | DC               | 85 358 | 42,53 % |
| 28[d] | Mario Palestro Rojas             | Ind-PS (Almeyda) | 44 649 | 22,25 % |
| 29[d] | Guillermo Yunge Bustamante       | DC               | 63 598 | 41,32 % |
| 29[d] | Jaime Estévez Valencia           | PPD              | 35 120 | 22,82 % |
| 30[d] | Andrés Aylwin Azócar             | DC               | 81 125 | 55,75 % |
| 30[d] | Pablo Longueira Montes           | UDI              | 37 470 | 25,75 % |
| 31[d] | Vicente Sota Barros              | PPD              | 43 931 | 30,70 % |
| 31[d] | Juan Antonio Coloma Correa       | UDI              | 29 348 | 20,51 % |
| 32[d] | Héctor Olivares Solís            | Ind-PPD          | 37 363 | 38,34 % |
| 32[d] | Federico Mekis Martínez          | RN               | 32 985 | 33,85 % |
| 33[d] | Juan Pablo Letelier Morel        | PAIS             | 28 451 | 27,61 % |
| 33[d] | Andrés Chadwick Piñera           | UDI              | 27 837 | 27,01 % |
| 34[d] | Hugo Rodríguez Guerrero          | DC               | 19 798 | 22,45 % |
| 34[d] | Juan Masferrer Pellizari         | Ind-UDI          | 17 987 | 20,39 % |
| 35[d] | Juan Carlos Latorre Carmona      | DC               | 21 664 | 31,03 % |
| 35[d] | José María Hurtado Ruiz-Tagle    | RN               | 11 953 | 17,12 % |
| 36[d] | Gustavo Ramírez Vergara          | DC               | 44 825 | 39,10 % |
| 36[d] | Sergio Correa de La Cerda        | UDI              | 26 457 | 23,08 % |
| 37[d] | Eugenio Ortega Riquelme          | DC               | 39 157 | 44,66 % |
| 37[d] | Sergio Aguiló Melo               | Ind-IC           | 19 405 | 22,13 % |
| 38[d] | Jaime Campos Quiroga             | PR               | 34 538 | 50,43 % |
| 38[d] | Pedro Álvarez-Salamanca Büchi    | RN               | 12 628 | 18,44 % |
| 39[d] | Jaime Naranjo Ortiz              | Ind-IC           | 31 420 | 37,41 % |
| 39[d] | Luis Navarrete Carvacho          | Ind-UDI          | 15 452 | 18,40 % |
| 40[d] | Manuel Matta Aragay              | DC               | 25 029 | 33,25 % |
| 40[d] | Alfonso Rodríguez Del Río        | RN               | 14 578 | 19,37 % |
| 41[d] | Isidoro Tohá González            | Ind-PPD          | 40 477 | 32,65 % |
| 41[d] | Pedro Guzmán Álvarez             | UDI              | 25 709 | 20,74 % |
| 42[d] | Hosaín Sabag Castillo            | Ind              | 43 194 | 39,06 % |
| 42[d] | Hugo Álamos Vásquez              | RN               | 29 491 | 26,67 % |
| 43[d] | Víctor Jeame Barrueto            | PPD              | 41 356 | 34,27 % |
| 43[d] | Jorge Ulloa Aguillón             | UDI              | 17 401 | 14,42 % |
| 44[d] | José Miguel Ortiz Novoa          | DC               | 56 709 | 32,80 % |
| 44[d] | José Antonio Viera Gallo Quesney | PPD              | 51 969 | 30,06 % |
| 45[d] | Edmundo Salas de la Fuente       | DC               | 33 965 | 31,49 % |
| 45[d] | Juan Martínez Sepúlveda          | PAIS             | 24 799 | 22,99 % |
| 46[d] | Claudio Huepe García             | DC               | 34 647 | 35,93 % |
| 46[d] | Jaime Rocha Manrique             | PR               | 16 493 | 17,10 % |
| 47[d] | Víctor Pérez Varela              | Ind-UDI          | 36 941 | 26,95 % |
| 47[d] | Octavio Jara Wolff               | PPD              | 34 746 | 25,35 % |
| 48[d] | Edmundo Villouta Concha          | DC               | 22 711 | 32,16 % |
| 48[d] | Francisco Bayo Veloso            | RN               | 15 644 | 22,15 % |
| 49[d] | Roberto Muñoz Barra              | Ind-SDCH         | 24 958 | 37,82 % |
| 49[d] | José Antonio Galilea Vidaurre    | RN               | 14 024 | 21,25 % |
| 50[d] | Francisco Huenchumilla Jaramillo | DC               | 46 279 | 38,67 % |
| 50[d] | José García Ruminot              | RN               | 35 240 | 29,44 % |
| 51[d] | José Peña Meza                   | PR               | 15 875 | 25,06 % |
| 51[d] | Teodoro Ribera Neumann           | RN               | 13 273 | 20,96 % |
| 52[d] | Mario Acuña Cisternas            | DC               | 18 623 | 29,75 % |
| 52[d] | René Manuel García García        | RN               | 18 305 | 29,24 % |
| 53[d] | Juan Concha Urbina               | DC               | 32 085 | 37,41 % |
| 53[d] | Juan Enrique Taladriz García     | RN               | 22 947 | 26,76 % |
| 54[d] | Carlos Caminondo Sáez            | RN               | 23 894 | 29,82 % |
| 54[d] | Mario Devaud Ojeda               | PR               | 20 042 | 25,01 % |
| 55[d] | Sergio Ojeda Uribe               | DC               | 30 536 | 38,95 % |
| 55[d] | Marina Prochelle Aguilar         | RN               | 21 134 | 26,96 % |
| 56[d] | Víctor Reyes Alvarado            | DC               | 19 077 | 28,49 % |
| 56[d] | Carlos Recondo Lavanderos        | UDI              | 12 565 | 18,76 % |
| 57[d] | Sergio Elgueta Barrientos        | DC               | 22 651 | 28,63 % |
| 57[d] | Carlos Kuschel Silva             | RN               | 21 211 | 26,81 % |
| 58[d] | Dionisio Faulbaum Mayorga        | PR               | 18 252 | 27,39 % |
| 58[d] | Juan Alberto Pérez Muñoz         | RN               | 16 216 | 24,34 % |
| 59[d] | Antonio Horvath Kiss             | Ind-RN           | 13 778 | 37,74 % |
| 59[d] | Baldemar Carrasco Muñoz          | DC               | 9264   | 25,38 % |
| 60[d] | Milenko Vilicic Karnincic        | Ind-PAC          | 27 546 | 34,85 % |
| 60[d] | Carlos Smok Ubeda                | PPD              | 23 857 | 30,18 % |

## Elección delSenado

### Resultados
Según el orden en la papeleta electoral:
| Pacto o partido               | Pacto o partido                            | Sigla                       | Cand.?                      | Votos     | %?      | Sen.?   | %?      |
| ----------------------------- | ------------------------------------------ | --------------------------- | --------------------------- | --------- | ------- | ------- | ------- |
| A                             | Concertación de Partidos por la Democracia |                             | 36                          | 3 714 989 | 54,63 % | 22      | 57,89 % |
|                               | Partido Demócrata Cristiano                | DC                          | 15                          | 2 188 329 | 32,18 % | 13      | 34,21 % |
| Partido por la Democracia     | PPD                                        | 8                           | 820 393                     | 12,06 %   | 4       | 10,53 % |         |
| Partido Radical               | PR                                         | 4                           | 147 364                     | 2,17 %    | 2       | 5,26 %  |         |
| Partido Humanista             | PH                                         | 1                           | 35 534                      | 0,52 %    | 0       | 0,00 %  |         |
| Independientes Lista A        | ILA                                        | 8                           | 523 369                     | 7,69 %    | 3       | 7,89 %  |         |
| B                             | Democracia y Progreso                      |                             | 38                          | 2 370 009 | 34,85 % | 16      | 42,11 % |
|                               | Renovación Nacional                        | RN                          | 15                          | 731 678   | 10,76 % | 5       | 13,16 % |
| Unión Demócrata Independiente | UDI                                        | 3                           | 347 445                     | 5,11 %    | 2       | 5,26 %  |         |
| Independientes Lista B        | ILB                                        | 20                          | 1 290 886                   | 18,98 %   | 9       | 23,68 % |         |
| C                             | Partido del Sur                            | SUR                         | 1                           | 45 584    | 0,67 %  | 0       | 0,00 %  |
| D                             | Alianza de Centro                          | ALCE                        | 6                           | 91 407    | 1,34 %  | 0       | 0,00 %  |
|                               | Democracia Radical                         | DR                          | 2                           | 28 695    | 0,42 %  | 0       | 0,00 %  |
| Avanzada Nacional             | AN                                         | 1                           | 697                         | 0,01 %    | 0       | 0,00 %  |         |
| Independientes Lista D        | ILD                                        | 3                           | 62 015                      | 0,91 %    | 0       | 0,00 %  |         |
| E                             | Liberal-Socialista Chileno                 | LSCh                        | 16                          | 214 001   | 3,15 %  | 0       | 0,00 %  |
|                               | Partido Liberal                            | PL                          | 3                           | 10 129    | 0,15 %  | 0       | 0,00 %  |
| Partido Socialista Chileno    | PSCh                                       | 1                           | 4254                        | 0,06 %    | 0       | 0,00 %  |         |
| Independientes Lista E        | ILE                                        | 12                          | 199 618                     | 2,94 %    | 0       | 0,00 %  |         |
| F                             | Partido Nacional                           | PN                          | 3                           | 43 741    | 0,64 %  | 0       | 0,00 %  |
| G                             | Unidad para la Democracia                  | UPD                         | 7                           | 288 397   | 4,24 %  | 0       | 0,00 %  |
|                               | Partido Amplio de Izquierda Socialista     | PAIS                        | 7                           | 288 397   | 4,24 %  | 0       | 0,00 %  |
|                               | Independientes fuera de pacto              | Ind                         | 3                           | 32 282    | 0,47 %  | 0       | 0,00 %  |
| Total de votos válidos        | Total de votos válidos                     | Total de votos válidos      | Total de votos válidos      | 6 800 410 | 95,00 % |         |         |
| Votos nulos                   | Votos nulos                                | Votos nulos                 | Votos nulos                 | 207 568   | 2,90 %  |         |         |
| Votos en blanco               | Votos en blanco                            | Votos en blanco             | Votos en blanco             | 150 464   | 2,10 %  |         |         |
| Total de sufragios emitidos   | Total de sufragios emitidos                | Total de sufragios emitidos | Total de sufragios emitidos | 7 158 442 | 100 %   |         |         |

### Listado de senadores 1990-1994
Los senadores electos por 8 años están marcados en celdas oscuras, los restantes fueron elegidos por 4 años para ser renovados en las elecciones de 1993. La circunscripción que presente un color único (de acuerdo a cada coalición) representa el resultado de doblaje senatorial por el sistema binominal donde una de las listas obtiene el doble o más votación que la lista que la sigue:
     Doblaje de la Concertación.
| Circ.    | Senador                     | Partido          | Votos   | %       |
| -------- | --------------------------- | ---------------- | ------- | ------- |
| I[c]     | Humberto Palza Corvacho     | DC               | 45 258  | 27,99 % |
| I[c]     | Julio Lagos Cosgrove        | Ind-RN           | 42 079  | 26,02 % |
| II[c]    | Carmen Frei Ruiz-Tagle      | DC               | 58 852  | 28,84 % |
| II[c]    | Arturo Alessandri Besa      | Ind-RN           | 41 672  | 20,42 % |
| III[c]   | Ricardo Núñez Muñoz         | PPD              | 36 295  | 33,38 % |
| III[c]   | Ignacio Pérez Walker        | RN               | 24 147  | 22,20 % |
| IV[c]    | Ricardo Hormazábal Sánchez  | DC               | 88 360  | 36,85 % |
| IV[c]    | Alberto Cooper Valencia     | Ind-RN           | 46 490  | 19,39 % |
| V[c]     | Carlos González Márquez     | PR               | 72 721  | 21,33 % |
| V[c]     | Sergio Romero Pizarro       | Ind-RN           | 71 551  | 20,99 % |
| VI[c]    | Laura Soto González         | PPD              | 114 335 | 28,95 % |
| VI[c]    | Beltrán Urenda Zegers       | Ind-UDI          | 69 169  | 17,51 % |
| VII[c]   | Andrés Zaldívar Larraín     | DC               | 408 227 | 31,27 % |
| VII[c]   | Jaime Guzmán Errázuriz      | UDI              | 224 396 | 17,19 % |
| VIII[c]  | Eduardo Frei Ruiz-Tagle     | DC               | 608 559 | 42,60 % |
| VIII[c]  | Sebastián Piñera Echenique  | Ind-RN           | 325 238 | 22,77 % |
| IX[c]    | Nicolás Díaz Sánchez        | DC               | 106 182 | 29,68 % |
| IX[c]    | Anselmo Sule Candia         | Ind-PRSD         | 105 728 | 29,55 % |
| X[c]     | Jaime Gazmuri Mujica        | PPD              | 56 826  | 21,06 % |
| X[c]     | Máximo Pacheco Gómez        | DC               | 114 334 | 42,73 % |
| XI[c]    | Mario Papi Beyer            | Ind-SDCH         | 48 765  | 30,72 % |
| XI[c]    | Sergio Onofre Jarpa Reyes   | RN               | 55 811  | 35,16 % |
| XII[c]   | Arturo Frei Bolívar         | DC               | 195 766 | 38,12 % |
| XII[c]   | Eugenio Cantuarias Larrondo | UDI              | 83 663  | 16,29 % |
| XIII[c]  | Mariano Ruiz-Esquide Jara   | DC               | 111 432 | 31,12 % |
| XIII[c]  | Mario Ríos Santander        | RN               | 73 858  | 20,62 % |
| XIV[c]   | Ricardo Navarrete Betanzo   | PR               | 39 486  | 28,83 % |
| XIV[c]   | Francisco Prat              | RN               | 29 619  | 21,63 % |
| XV[c]    | Jorge Lavandero Illanes     | DC               | 107 328 | 43,29 % |
| XV[c]    | Sergio Diez Urzúa           | Ind-RN           | 53 868  | 21,72 % |
| XVI[c]   | Gabriel Valdés Subercaseaux | DC               | 102 784 | 41,99 % |
| XVI[c]   | Enrique Larre Asenjo        | Ind-RN           | 78 713  | 32,16 % |
| XVII[c]  | Bruno Siebert Held          | Ind-UDI          | 66 326  | 31,12 % |
| XVII[c]  | Sergio Páez Verdugo         | DC               | 62 468  | 29,31 % |
| XVIII[c] | Hernán Vodanovic Schnake    | PPD              | 10 856  | 29,79 % |
| XVIII[c] | Hugo Ortiz de Filippi       | RN               | 9324    | 25,59 % |
| XIX[c]   | José Ruiz de Giorgio        | DC               | 35 220  | 44,61 % |
| XIX[c]   | Rolando Calderón Aránguiz   | Ind-PS (Almeyda) | 17 062  | 21,61 % |

#### Senadores designados 1990-1998
| Institución                         | Senador                    | Partido |
| ----------------------------------- | -------------------------- | ------- |
| Corte Suprema                       | Ricardo Martin Díaz        | Ind     |
| Corte Suprema                       | Carlos Letelier Bobadilla  | Ind     |
| Ejército                            | Santiago Sinclair Oyaneder | Ind     |
| Armada Nacional                     | Ronald Mc-Intyre Mendoza   | Ind     |
| Fuerza Aérea                        | César Ruiz Danyau          | Ind     |
| Carabineros de Chile                | Vicente Huerta Celis       | Ind     |
| Contraloría General de la República | Olga Feliú Segovia         | Ind     |
| Rectoría Universidad de Chile       | William Thayer Arteaga     | RN      |
| Ministro de Estado                  | Sergio Fernández Fernández | Ind-UDI |